# Sistema de arquivos Unix

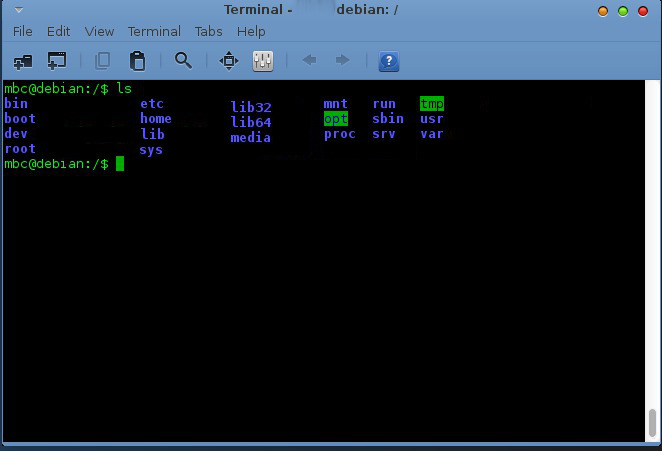
Imagem de pastas do sistema Linux

Em sistemas operacionais Unix e seus derivados, o sistema de arquivos é considerado um componente central desse sistema operacional. Foi também uma das primeiras partes do sistema a ser criadas e implementadas por Ken Thompson, em 1969.
Os sistemas tipo Unix usam uma só árvore e o acesso a demais dispositivos é feito através do processo de montagem.
Um diretório, ao invés de conter dados, pode ter o conteúdo (os dados) de um dispositivo (partição no HD, disquete, CD-ROM). É como se você pegasse a árvore do dispositivo e encaixasse em um diretório da árvore Unix. Assim, sempre que alguém entra naquele diretório estará acessando, na verdade, o dispositivo. A isso chamamos montagem. E isso funciona para qualquer diretório, em primeira análise.
Por isso, às vezes é vantagem ter partições para alguns diretórios básicos. Em caso de reinstalação, há diretórios que não precisam ser formatados. Apesar de ser permitida a criação de mais de uma partição destinada a um dos diretórios básicos, isso não é exigido. Uma instalação de um Unix precisa ter apenas uma partição permanente, além de uma com sistema de arquivos para swap, que não entra na árvore.

## Organização convencional dos diretórios
| Diretório ou arquivo | Descrição |
| -------------------- | --- |
| /                    | A barra invertida / sozinha carateriza a raiz da árvore de arquivos. |
| /bin                 | Diretório onde estão guardados os comandos essenciais do sistema. |
| /boot                | Contém o kernel do sistema. |
| /dev                 | São encontrados os arquivos de dispositivos de hardware. |
| /etc                 | Contém os arquivos de configuração do sistema. |
| /home                | Contém os diretórios dos usuários. |
| /lib                 | Onde são localizados bibliotecas essenciais compartilhadas e módulos do kernel. |
| /media               | Ponto de montagem padrão para dispositivos removíveis, como pen drives, tocadores de mídia, etc. |
| /mnt                 | Ponto de montagem temporária de sistemas de arquivos. |
| /opt                 | contém os pacotes de softwares opcionais. |
| /proc                | Sistema de arquivos virtual de informações do kernel e seus processos. |
| /root                | Diretório do superusuário root |
| /sbin                | Estão localizados os comandos essenciais de administração do sistema. |
| /srv                 | Estão localizados os códigos-fonte do sistema. |
| /sys                 | Em algumas distribuições Linux, contém um sysfs virtual em seu sistema de arquivos, que contém informações relacionadas ao hardware e do sistema operacional. Em sistemas BSD, comumente um link simbólico para as fontes do kernel em /usr/src/sys. |
| /tmp                 | Estão localizados os arquivos temporários. |
| /unix                | O núcleo do Unix em Pesquisa Unix e System V. Com a adição de memória virtual apoiado aos 3BSD, este foi renomeado para /vmunix. |
| /usr                 | Estão localizados a hierarquia secundária. |
| /bin                 | Este diretório estão localizados os comandos essenciais do sistema. |
| /include             | Contém os arquivos de cabeçalho, incluindo por programas em C. |
| /lib                 | Biblotecas compartilhadas essenciais e módulos do kernel. |
| /libexec             | Ele inclui binários internos que não se destinam a ser executado diretamente pelos usuários ou scripts shell. Os aplicativos podem usar um único subdiretório em /usr/libexec.                                                                       |
| /local               | Contém uma hierarquia local. |
| /share               | Contém uma hierarquia local, independente de sua arquitetura. |
| /var                 | Dados variáveis. |
| /log                 | Arquivos de logs. |
| /mail                | O lugar onde todos os e-mails recebidos são armazenados. Usuários (exceto o root) pode acessar apenas o seu próprio e-mail. Muitas vezes, esse diretório é um link simbólico para /var/spool/mail.                                                   |
| /spool               | Dados de Spool das aplicações. |